# Данилов, Эммануил Михайлович
Эммануил Михайлович Данилов (1924 — 2007) — советских деятель правоохранительных органов, генерал-майор. Начальник УМВД по Калужской области (1971—1987). Почётный гражданин Калужской области (2005).

## Биография
Родился 11 марта 1924 года в городе Калуга.
До декабря 1941 года, Э. М. Данилов обучался на предпоследнем курсе Калужского
коммунально-строительного техникума. С января 1942 года в период Великой Отечественной войны, в возрасте семнадцати лет Э. М. Данилов был назначен командиром взвода комсомольско-молодёжного истребительного батальона при УНКВД Калужской области. С февраля 1942 года был назначен минёром-подрывником в составе первой и второй партизанской бригад, действовавших в Курской области, после прохождения диверсионной подготовки был заброшен в тыл врага, занимался диверсиями и минированием шоссейных мостов, эшелонов с вражеской техникой и живой силой гитлеровцев. Наиболее значимые операции в которых участвовал Э. М. Данилов, были включены в сводки Совинформбюро, только за один ноябрьский день двумя отрядами партизан было уничтожено 96 гитлеровцев и взорвано шесть километров железнодорожных путей. С 1943 года был назначен  разведчиком-диверсантом партизанского отряда особого назначения имени Ф. Э. Дзержинского действовавшего в Тульской области. 20 сентября и 11 октября 1943 года Указом Президиума Верховного Совета СССР «За доблесть и мужество, проявленные в партизанской борьбе против немецких захватчиков», Э. М. Данилов был награждён Орденом «Знак Почета» и Медалью «Партизану Отечественной войны» II степени.
С 1945 по 1971 годы после демобилизации из рядов Советской армии, Э. М. Данилов работал в районных и городских комсомольских и партийных органах Тульской и Калужской областей. В 1958 году окончил заочное отделение Высшей партийной школы при ЦК КПСС в Москве.
С 1971 по 1987 годы, в течение шестнадцати лет, Э. М. Данилов был руководителем  УМВД по Калужской области. 
С 1987 по 2002 годы, бессменно, в течение пятнадцати лет, Э. М. Данилов был руководителем Калужского областного Совета ветеранов органов внутренних дел и внутренних войск.  Э. М. Данилов был организатором Музея истории УВД Калужской области, который в последующем стал лауреатом ежегодной премии МВД России.
6 сентября 2007 года «за выдающиеся заслуги перед Российской Федерацией и Тульской областью, высокий личный авторитет, многолетний добросовестный труд, большой личный вклад в социально-экономическое развитие Тульской области» П. А. Потехину было присвоено почётное звание — Почётный гражданин Тульской области.
Скончался 10 августа 2007 года в Калуге. 

## Награды

### Ордена, медали
- Орден Дружбы (1995[5])
- Орден Отечественной войны I степени
- Два Ордена Трудового Красного Знамени
- Орден Знак Почёта (20.09.1943[6])
- Медаль «Партизану Отечественной войны» II степени (11.10.1943)
- Медаль «За победу над Германией в Великой Отечественной войне 1941—1945 гг.»
- Медаль «В ознаменование 100-летия со дня рождения Владимира Ильича Ленина»
- Медаль «Ветеран труда»

### Звания
- Почётный гражданин Калужской области (22.09.2005[4])